# Paul Berg
Paul Berg (Brooklyn, 30 de junho de 1926 - 15 de fevereiro de 2023). foi um químico estadunidense.
Foi galardoado com o Nobel de Química de 1980, por desenvolver métodos para mapear as estruturas e funções do DNA. Era professor emérito da Universidade de Stanford e, desde 25 de junho de 1996, membro da Pontifícia Academia das Ciências.

## Pesquisa e carreira

### Postagens acadêmicas
Depois de completar seus estudos de graduação, Berg passou dois anos (1952–1954) como pós-doutorado na American Cancer Society, trabalhando no Institute of Cytophysiology em Copenhagen, Dinamarca, e na Escola de Medicina da Universidade de Washington, e passou algum tempo adicional em 1954 como bolsista em Pesquisa do Câncer do Departamento de Microbiologia da Escola de Medicina da Universidade de Washington. Ele trabalhou com Arthur Kornberg, enquanto na Universidade de Washington. Berg também foi titular como pesquisador em Clare Hall, Cambridge. Ele era um professor em Escola de Medicina da Universidade de Washington de 1955 a 1959. Depois de 1959, Berg mudou-se para a Universidade de Stanford, onde ensinou bioquímica de 1959 a 2000 e atuou como diretor do Centro Beckman para Medicina Molecular e Genética de 1985 a 2000. Em 2000 aposentou-se dos cargos administrativos e docentes, continuando a atuar na área de pesquisa.

### Interesses de pesquisa
Os estudos de pós-graduação de Berg envolveram o uso de marcadores de radioisótopos para estudar o metabolismo intermediário. Isso resultou na compreensão de como os alimentos são convertidos em materiais celulares, por meio do uso de carbonos isotópicos ou átomos de nitrogênio pesados. O trabalho de doutorado de Paul Berg é agora conhecido como a conversão de ácido fórmico, formaldeído e metanol em estados totalmente reduzidos de grupos metil na metionina. Ele também foi um dos primeiros a demonstrar que o ácido fólico e os cofatores B12 tinham papéis nos processos mencionados.
Berg é indiscutivelmente mais famoso por seu trabalho pioneiro envolvendo o processamento de genes de DNA recombinante. Berg foi o primeiro cientista a criar uma molécula contendo DNA de duas espécies diferentes, inserindo DNA de outra espécie em uma molécula. Essa técnica de splicing de genes foi uma etapa fundamental no desenvolvimento da engenharia genética moderna. Depois de desenvolver a técnica, Berg a usou para seus estudos de cromossomos virais.
Berg é atualmente professor emérito em Stanford. Em 2000, ele parou de fazer pesquisas ativas para se concentrar em outros interesses, incluindo o envolvimento em políticas públicas para questões biomédicas envolvendo DNA recombinante e células-tronco embrionárias e publicando um livro sobre o geneticista George Beadle.
Berg é membro do Conselho de Patrocinadores do Bulletin of the Atomic Scientists. Ele também foi o organizador da conferência Asilomar sobre DNA recombinante em 1975. No ano anterior, Berg e outros cientistas pediram uma moratória voluntária em certas pesquisas de DNA recombinante até que pudessem avaliar os riscos. Essa influente conferência avaliou os riscos potenciais e estabeleceu diretrizes para a pesquisa em biotecnologia. Pode ser visto como uma aplicação inicial do princípio da precaução.